# Otto Unverdorben
Otto Unverdorben (13 d'octubre de 1806, Dahme/Mark, Brandenburg -28 de novembre de 1873, Dahme/Mark) fou un químic químic i comerciant conegut per haver descobert l'anilina.
Després de completar els seus estudis secundaris a Dresden, estudià química a Halle, Leipzig i Berlín. El 1826, a l'edat de 20 anys, realitzà el descobriment de l'anilina, a partir de la destil·lació de vegetals naturals d'on s'extreia el colorant indi. Anomenà a aquesta nova substància cristal·lina. L'anilina és important en la fabricació de tints, plàstics i productes farmacèutics. En 1829 retornà a la seva ciutat natal de Dahme/Mark i es convertí en un empresari de la indústria del tabac.